# Élections législatives de 1824 dans la Mayenne
Les élections législatives françaises de 1824 se déroulent les 27 février et 6 mars 1824. Dans le département de la Mayenne, cinq députés sont à élire dans le cadre d'un scrutin uninominal majoritaire.

## Mode de scrutin
Le département dispose de cinq représentants pour la Chambre des députés des départements, d'après la loi du double vote du 29 juin 1820, dont deux sont élus par un collège départemental et trois sont choisis par les collèges des arrondissements électoraux définis par la loi du 16 mai 1821.
Étant basé sur un suffrage censitaire, un collège électoral se réunit pour élire le député de l'arrondissement. Selon la Charte constitutionnelle du 4 juin 1814, un cens de 300 francs est nécessaire pour être électeur et un cens de 1 000 francs est obligatoire pour être éligible. Ces dispositions ont été confirmées par la loi Lainé du 5 février 1817.

## Élus

### Élus par le collège départemental
| François Leclerc de Beaulieu |  | Ultra-royalistes | François Leclerc de Beaulieu               |  | Ultra-royalistes |  |  |
| Claude-René de Berset        |  | Ultra-royalistes | Charles Gaspard Élisabeth Joseph de Bailly |  | Ultra-royalistes |  |  |
|                              |  |                  |                                            |  |                  |  |  |

### Élus par les collèges d'arrondissement
|   | Arrondissement | Député sortant |  | Parti | Député élu ou réélu                                               |  | Parti            |
| - | -------------- | -------------- |  | ----- | ----------------------------------------------------------------- |  | ---------------- |
| = | Premier        |                |  |       | Léon Leclerc                                                      |  | Ultra-royalistes |
| = | Second         |                |  |       | Louis Joachim de Boisjourdan, puis Annibal-Charles-Louis de Farcy |  | Ultra-royalistes |
| = | Troisième      |                |  |       | Louis de Hercé                                                    |  | Ultra-royalistes |

## Résultats
| Candidat       | Candidat                                   | Parti                    | Premier tour | Premier tour | Second tour | Second tour | Troisième tour | Troisième tour |
| Candidat       | Candidat                                   | Parti                    | Voix         | %            | Voix        | %           | Voix           | %              |
| -------------- | ------------------------------------------ | ------------------------ | ------------ | ------------ | ----------- | ----------- | -------------- | -------------- |
|                | François Leclerc de Beaulieu *             | Ultra-royalistes         | 164          |              |             |             |                |                |
|                | Charles Gaspard Élisabeth Joseph de Bailly | Ultra-royalistes         |              |              |             |             |                |                |
|                | Claude-René de Berset                      | Ultra-royalistes pointus |              |              |             |             |                |                |
|                |                                            |                          |              |              |             |             |                |                |
| Exprimés       |                                            |                          |              |              |             |             |                |                |
| Blancs et nuls |                                            |                          |              |              |             |             |                |                |
| Total          | Total                                      | Total                    | 194          |              |             |             |                |                |
| Abstention     |                                            |                          |              |              |             |             |                |                |
| Inscrits       | Inscrits                                   | Inscrits                 | 228          |              |             |             |                |                |

### Laval
| Candidats        | Candidats        | Étiquette        | Premier tour | Premier tour | Deuxième tour | Deuxième tour | Ballotage | Ballotage |
| Candidats        | Candidats        | Étiquette        | Voix         | %            | Voix          | %             | Voix      | %         |
| ---------------- | ---------------- | ---------------- | ------------ | ------------ | ------------- | ------------- | --------- | --------- |
|                  | Léon Leclerc     | Ultra-royalistes | 225          |              |               |               |           |           |
|                  | Leclerc-Delaunay | Constitutionnels | 90           |              |               |               |           |           |
|                  |                  |                  |              |              |               |               |           |           |
| Inscrits         | Inscrits         | Inscrits         | 337          |              |               |               |           |           |
| Votants          | Votants          | Votants          | 317          |              |               |               |           |           |
| Exprimés         |                  |                  |              |              |               |               |           |           |
| Blancs et perdus |                  |                  |              |              |               |               |           |           |

*sortant

### Mayenne
| Candidats        | Candidats                | Étiquette        | Premier tour | Premier tour | Deuxième tour | Deuxième tour |  |
| Candidats        | Candidats                | Étiquette        | Voix         | %            | Voix          | %             |  |
| ---------------- | ------------------------ | ---------------- | ------------ | ------------ | ------------- | ------------- |  |
|                  | Louis de Hercé           | Ultra-royalistes | 218          |              |               |               |  |
|                  | César Chevalier-Malibert | Constitutionnels | 51           |              |               |               |  |
|                  |                          |                  |              |              |               |               |  |
| Inscrits         | Inscrits                 | Inscrits         | 314          |              |               |               |  |
| Votants          | Votants                  | Votants          | 282          |              |               |               |  |
| Exprimés         |                          |                  |              |              |               |               |  |
| Blancs et perdus |                          |                  |              |              |               |               |  |

*sortant

### Château-Gontier
| Candidats        | Candidats                    | Étiquette        | Premier tour | Premier tour | Ballotage | Ballotage |  |
| Candidats        | Candidats                    | Étiquette        | Voix         | %            | Voix      | %         |  |
| ---------------- | ---------------------------- | ---------------- | ------------ | ------------ | --------- | --------- |  |
|                  | Louis Joachim de Boisjourdan | Ultra-royalistes | 161          |              |           |           |  |
|                  | Royer-Collard                | Constitutionnels | 78           |              |           |           |  |
|                  |                              |                  |              |              |           |           |  |
| Inscrits         | Inscrits                     | Inscrits         | 259          |              |           |           |  |
| Votants          | Votants                      | Votants          | 247          |              |           |           |  |
| Exprimés         |                              |                  |              |              |           |           |  |
| Blancs et perdus |                              |                  |              |              |           |           |  |

*sortant

### Réélection partielle en juillet 1826

#### Château-Gontier
| Candidats        | Candidats                      | Étiquette        | Premier tour | Premier tour | Ballotage | Ballotage |  |
| Candidats        | Candidats                      | Étiquette        | Voix         | %            | Voix      | %         |  |
| ---------------- | ------------------------------ | ---------------- | ------------ | ------------ | --------- | --------- |  |
|                  | Annibal-Charles-Louis de Farcy | Ultra-royalistes | 133          |              |           |           |  |
|                  | Prosper Delauney               | Constitutionnels | 98           |              |           |           |  |
|                  |                                |                  |              |              |           |           |  |
| Inscrits         | Inscrits                       | Inscrits         | 262          |              |           |           |  |
| Votants          | Votants                        | Votants          | 235          |              |           |           |  |
| Exprimés         |                                |                  |              |              |           |           |  |
| Blancs et perdus |                                |                  |              |              |           |           |  |

*sortant

## Sources
- Adolphe Robert et Gaston Cougny, Dictionnaire des parlementaires français, Edgar Bourloton, 1889-1891